# Daigo Araki
Daigo Araki (født 17. februar 1994) er en japansk fodboldspiller, som spiller for den japanske fodboldklub Júbilo Iwata.